# Fat Jazz
Fat Jazz è un album a nome Jackie McLean Sextet, pubblicato dalla Jubilee Records nell'aprile del 1959.

## Tracce
Lato A
1. Filidé – 7:21 (Jackie McLean, Ray Draper)
2. Millie's Pad – 8:32 (Webster Young)

Durata totale: 15:53
Lato B
1. Two Sons – 7:17 (Ray Draper)
2. What Good Am I Without You? – 7:35 (Don Rodney, Sammy Gallop)
3. Tune Up – 5:31 (Miles Davis)

Durata totale: 20:23

## Musicisti
- Jackie McLean - sassofono alto
- Webster Young - cornetta
- Gil Coggins - pianoforte
- Ray Draper - tuba
- George Tucker - contrabbasso
- Larry Ritchie - batteria